# 李範允
李 範允（朝鮮語: 이범윤（イ・ボミュン）、り はんいん、1856年12月29日 - 1940年10月20日）は、朝鮮の独立活動家。本貫は全州李氏。

## 生涯
京畿道高陽郡（現・ソウル特別市東大門区新設洞）出身。朝鮮王朝末期、間島問題で清との争いの末に辺界警務署が設置された後、1902年に間島視察に任命されるまでの経歴は不明である。
間島に派遣され、翌年には間島管理士に任命されて、間島地域の朝鮮人に対する行政業務に従事した。この地域の砲手で自衛的性格の軍隊射砲隊を組織し、後の間島地域義兵運動の一基盤になった。
間島管理士在職中の1904年に日露戦争が勃発すると、ロシア軍と連携して咸鏡北道地域で日本軍と交戦した。日露戦争が日本の勝利に終わると、1906年に李範允は自分についてくる人々を導いてロシア領へ亡命した。
この地域に移民していた崔在亨 (独立運動家)の助けで義兵部隊（延秋義兵部隊）が組織され、ロシア製武器で武装した。義兵支援のための同義会（総長崔在亨）と倡義会を結成して、延秋義兵部隊総督に就任した。安重根と厳義燮などが参加した延秋義兵部隊はロシア領にとどまりながら、何度か朝鮮半島に進入して多くの戦果を挙げた。
1909年の安重根による伊藤博文の暗殺以後、大韓民国臨時政府の十三道義軍に参加した。義兵長出身者が中心になった十三道義軍には、安昌浩と李甲など啓蒙運動家も参加して、連合組織の性格を帯びた。李範允が倡義軍総裁を引き受け、十三道義軍と日韓併合条約無効を主張する声明会はロシア政府によって解体された。李範允はロシア当局に逮捕され、7ヶ月間獄中生活をした。
1911年に沿海地方に帰り、洪範図・李相卨などこの地域の独立活動家と勧業会を組織して数日後から総裁を引き受け、ウラジオストク郊外に「韓民学校」を設立し、『建業新聞』も発行した。義軍府と大韓独立軍団の総裁、臣民府の参院院長に推戴されるなど、北間島と沿海州地域武装独立運動を進め、1940年に京城府で病死した。
1962年に建国勲章大統領章が追贈された。

## 家族
- 祖父 : 李寅達
- 父 : 李景夏
- 兄 : 李範晋
- 甥 : 李韋鍾

## 参考サイト
- 이 달의 독립 운동가 상세자료 - 이범윤, 大韓民国国家報勲処, 2000년